# Cerro Marín (Monte Flor)
Cerro Marín (Monte Flor) es una comunidad en el municipio de San Juan Bautista Valle Nacional en el estado de Oaxaca. Cerro Marín (Monte Flor) está a 67 metros de altitud. 

## Geografía
Está ubicada a 17° 28' 32.88" latitud norte y 96° 9' 41.76" longitud oeste.

## Población
Según el censo de población de INEGI del 2010: la comunidad cuenta con una población total de 769 habitantes, de los cuales 397 son mujeres y 372 son hombres. Del total de la población 397 personas hablan alguna lengua indígena.

## Ocupación
El total de la población económicamente activa es de 254 habitantes, de los cuales 202 son hombres y 52 son mujeres.